# 산란 이론
산란 이론(Scattering theory)는 수학이나 물리학에서 파동 혹은 입자의 산란에 대한 이해의 학문적 기초가 된다. 파동의 산란에는 빗방울에 의한 빛의 산란인 무지개나, 당구공간의 충돌, 금 원자핵과 알파 입자의 상호작용 (러더포드 산란), 전자의 브래그 산란(회절), 원자구름과 전자의 상호작용, 그리고 얇은 막을 가로지르는 핵분열 파편의 비탄성 산란이 포함된다. 더 정밀하게 말하자면, 산란에 대한 연구는 사건이 일어난 시점으로부터 “먼 과거”부터 “먼 미래”까지 경계조건이 주어진 편미분방정식을 푸는 방법을 포함한다.  정방향 산란 문제(direct scattering problem)는 산란체의 특성에 기반해 산란된 복사/입자 플럭스의 분포를 구하는 문제이고, 역방향 산란 문제(inverse scattering problem)은 산란된 복사/입자 플럭스의 분포를 측정해 산란체의 성질을 규명하는 문제이다.
레이다 기술을 시작으로, 반향위치추정법(echolocation), 지구물리학적 탐사, 비파괴 검사, 의료 영상 그리고 양자장 이론을 비롯한 많은 분야에 활용되고있다.

## 기본 개념

### 혼합된 표적과 범위 방정식
표적이 여러종류의 산란중심(산란체)의 조성을 알 수 없는 혼합물로 구성된 경우, 범위 방정식(Range equation)으로 이 문제에 접근하는 것이 일반적이다. 간단한 예시를 들어보자. 단위 시간당 단위 면적에 쏘아지는 입자의 수(플럭스)가 I인 산란되지 않은 빔의 입자가 일련의 상호작용에 의해 일정한 비율로 제거된다면, 이것은 아래와 같이 표현 가능하다.
{\displaystyle {\frac {dI}{dx}}=-QI\,\!}
이 때 Q는 상호작용 상수, 그리고 x는 표적을 뚫고 진행한 거리이다.
위의 1계도 미분방정식은 다음과 같은 해를 갖는다:
{\displaystyle I=I_{o}e^{-Q\Delta x}=I_{o}e^{-{\frac {\Delta x}{\lambda }}}=I_{o}e^{-\sigma (\eta \Delta x)}=I_{o}e^{-{\frac {\rho \Delta x}{\tau }}},}
상호작용 계수 Q는 다음과 같은 의미를 갖는다.
{\displaystyle Q={\frac {1}{\lambda }}=\eta \sigma ={\frac {\rho }{\tau }},}
이 때 Io는 초기 플럭스, Δx=x-xo는 빔의 진행거리, λ는 빔이 매질 속에서 이동할 수 있는 평균자유행로, η는 단위부피내의 표적 입자의 수, σ는 단면적, ρ는 표적의 질량밀도, τ는 밀도 평균자유이동경로이다. 이 다섯개 변수의 관계는 왼쪽의 그래프를 참고하자.
전자기 흡수 분광학에서 Q는 비투과도(opacity), 흡광계수, 감쇠계수로 불린다. 전자현미경학에서는 λ[nm] 가 비탄성 평균자유이동경로로써 이용된다. 핵물리학에서는 단면적 σ, 밀도 평균자유이동경로 τ를 통해 기술하는 것이 일반적이나, 전자현미경에서는 λ를 통해 기술하는 것이 일반적이다.

## 이론물리학에서
수리물리학에서 산란이론은 상호작용이나 편미분방정식의 해를 통한 산란의 연구에 이용된다. 음향학에서는, 위의 파동방정식이 위의 미분방정식으로 표현되며, 산란 연구가 이에 대한 해를 제시해주고 있다. 이는 고체 목표물에 의한 산란 또는 불균일 매질을 지나는 음파의 경우에도 사용된다. 또한 고전 전기역학에서 파동방정식 역시 위의 미분방정식으로 표현되고, 이에 따른 빛 또는 전파의 산란이 연구되고 있다. 입자물리에서는 위의 방정식이 QED, QCD 그리고 표준모형에 적용되며, 그 해는 기본입자들과 연관되어 있다.
양자화학을 포함한 보통의 양자역학에서, 위와 관련된 식으로써 슈뢰딩거 방정식, 그와 거의 비슷한 꼴의 리프먼-슈윙거 방정식과 파디예프 방정식 역시 많이 쓰인다. 이를 이용해 자유원자, 분자, 광자, 전자, 양성자의 운동 - 다양한 입자가 무한히 먼 거리로부터 접근하며, 화학반응을 동반할 수 있는 충돌을 일으키고, 파괴되거나 새로운 입자가 형성되고, 이 과정에서 생성된 모든 생성물과 남은 잔여 반응물은 모두 무한히 먼 거리로 멀어지는 운동; 일상적인 상황에서는 오직 광자만이 생성과 소멸을 반복한다 – 을 기술할 수 있다. 이 식의 해를 구함으로써 생성물이 어떤 경로로, 얼마나 빠르게 날아가 없어지는지 알 수 있으며, 다양한 화학반응, 붕괴반응이 발생할 확률을 구할 수도 있다. 부분파 방법과 보른 근사는 산란의 해를 구하는 대표적인 방법이다.

## 탄성 산란과 비탄성 산란
“탄성 산란”이라는 용어는 산란되는 입자들의 내부 상태가 불변하고, 따라서 산란을 통해서는 갖고있는 에너지가 변하지 않음을 의미한다. 반면 “비탄성 산란”은 입자들의 내부 상태가 변화하고, 이는 산란되는 입자의 전자가 들뜨거나, 산란되는 입자의 완전한 소멸과 전적으로 새로운 입자가 생성될 가능성을 내포한다.
이것의 직관적 이해를 돕기 위해서 산란의 예시로 양자화학의 경우를 들 수 있다. 두 개의 원자가 서로 산란되었을 때, 이것을 속박상태의 미분방정식의 해를 구함으로써 이해할 수도 있다. 이것의 예시로, 전자기력의 인력을 받고 있는 수소원자에 대한 슈뢰딩거 방정식의 해를 생각해 볼 수 있다. 두 개의 수소원자의 산란은 각 원자의 상태를 어지럽히고, 이것은 하나 혹은 두 원자 모두의 들뜸 혹은 이온화를 야기할 수 있으며, 이것이 바로 비탄성 산란의 예시이다.
입자물리학에서 나타나는 특이한 종류의 산란으로 “Deep inelastic scattering”이 있다.

## 수학적 기초
수학에서 산란이론은 지금까지 서술한 것과 같은 개념에 대해 더 추상적인 공식화를 다룬다. 예를 들어, 만약 한 미분방정식이 그 해로 간단하고, 정규화되었으며, 단일 매개변수에 대한 해를 갖는 함수임이 알려져 있다고 해보자. 이 매개변수를 시간이라고 했을 때, 만약 두 개의 해가 “먼 과거에” 굉장히 멀리 떨어져있고, 서로를 향해 움직인 후 상호작용해 “미래에” 서로 멀어진다고 했을 때 무슨 일이 벌어질 것인가? 산란 행렬은 “먼 과거”에서 “먼 미래”로의 해의 쌍을 제시해준다.
미분방정식들에 대한 해는 종종 다양체의 모습을 보이며, 그 의미가 다양체 생성자의 스펙트럼에 대한 이해를 요구한다. 이러한 과정의 결과로 그 해들은 대부분 힐베르트 공간과 동일한 스펙트럼을 취하거나, 힐베르트 공간 위의 산란 행렬과 같은 꼴을 취한다. 연속 스펙트럼이 산란 상태에 연관되었음에도 불구하고, 불연속 스펙트럼의 공간은 양자역학에서의 속박상태에 대응된다. 비탄성 산란에 대한 연구는 이제 어떻게 불연속/연속 스펙트럼들이 섞이는가에 대한 질문을 제시한다.
이러한 수학적 접근의 주목할만한 성과로 역 산란 변환이 있다. 이것은 엄밀한 해를 구할 수 있는 모델의 해들의 대표로써 나타난다.

## 참고 문헌
- Lectures of the European school on theoretical methods for electron and positron induced chemistry, Prague, Feb. 2005 보관됨 2016-03-03 - 웨이백 머신
- E. Koelink, Lectures on scattering theory, Delft the Netherlands 2006